# ماري بيثون أبوت
ماري بيثون أبوت (بالإنجليزية: Mary Bethune Abbott)‏ ‏ (1898-1823) هي زوجة رئيس وزراء كندا الثالث السير جون أبوت.
وُلدت ماري في 17 أكتوبر 1823، وفي عام 1849 تَزوجت بالسير جون وأنجبت منه 8 أطفال (4 ذكور وَ4 إناث)، ويعتبر جون وماري الأجداد من ناحية الأم للممثل الكندي كريستوفر بلامر. في 25 فبراير 1898 تُوفيت ماري ودفنت في مقبرة الجبل الملكي في مونتريال في كيبيك.